# Myllaena elongata
Myllaena elongata – gatunek chrząszcza z rodziny kusakowatych i podrodziny rydzenic.

## Taksonomia
Gatunek ten opisany został po raz pierwszy w 1838 roku przez Andrew Matthewsa pod nazwą Centroglossa elongata.

## Morfologia
Chrząszcz o wydłużonym, łódkowatym w zarysie ciele długości od 2,3 do 3 mm. Ubarwienie ma brązowoczarne z jasnoczerwonobrązowymi odnóżami i z czerwonawymi tylnymi krawędziami, a czasem także szwem pokryw. Wierzch ciała gęsto porastają jedwabiście połyskujące włoski oraz gęsto rzeźbią bardzo drobne punkty. Człony w środkowej części czułków są wyraźnie dłuższe niż szerokie. Przedplecze jest półtorakrotnie szersze od głowy, o niemal ćwierć szersze niż dłuższe, najszersze za środkiem, słabiej niż u M. kraatzi wysklepione. W zarysie tylna jego krawędź jest wypukła, pozbawiona wcięć przy tylnych kątach. Owłosienie przedplecza kieruje się prosto ku tyłowi. Długość pokryw mierzona na szwie jest znacznie mniejsza niż długość przedplecza. Odwłok zwęża się silnie od nasady ku tyłowi. Samica ma tylną krawędź szóstego sternitu wybrzuszoną silniej i gęsto porośniętą dłuższymi, jaśniejszymi kolcowatymi szczecinkami niż u M. kraatzi.

## Ekologia i występowanie
Owad preferujący góry, ale obecny także na nizinach. Zasiedla pobrzeża rowów, strumieni i rzek, zwłaszcza na terenach zalesionych. Bytuje w wilgotnym piasku, żwirze, mchu i napływkach.
Gatunek palearktyczny, europejski, znany z Wielkiej Brytanii, Francji, Belgii, Holandii, Niemiec, Szwajcarii, Austrii, Włoch, Danii, Norwegii, Estonii, Polski, Czech i Słowacji. Na zachodzie zasięgu częstszy niż na wschodzie. Na „Czerwonej liście gatunków zagrożonych Republiki Czeskiej” umieszczony jest jako gatunek narażony na wymarcie (VU).